# Bruck an der Mur
Pour les articles homonymes, voir Bruck.
Bruck an der Mur est une ville autrichienne, le chef-lieu du district de Bruck-Mürzzuschlag  dans le Land de Styrie. 

## Géographie
Située dans la Haute-Styrie, la ville se trouve dans la vallée de la Mur, au confluent avec la Mürz. Favorisée par sa situation au carrefour de grandes voies de communication et par la proximité du centre sidérurgique de Leoben, c'est la quatrième ville de toute la Styrie et un important site industriel. Elle est dominée par les ruines de la forteresse médiévale de Landskron. 
Le 1er janvier 2015, Bruck a fusionné avec l'ancienne commune d'Oberaich dans le cadre d'une large réforme administrative.

### Quartiers
En plus du centre-ville, le territoire communal comprend 15 localités :
| - Berndorf - Heuberg - Kaltbach - Kotzgraben - Mötschlach | - Oberaich - Oberdorf - Picheldorf - Pischk - Pischkberg | - Sankt Dionysen - Übelstein - Urgental - Utschtal - Wiener Vorstadt |

## Histoire
Par son emplacement au confluent des rivières Mur et Mürz, ce site était probablement déjà peuplé à l'âge de la pierre. Dans l'antiquité, les vallées ont été un centre important pour la transformation de bronze et de fer, lorsque la région était peuplée par des tribus noriques et taurisques, un ensemble de peuples celtes. 
Dès 15 av. J.-C., le regnum Noricum est occupé par les troupes de l'empereur Auguste et alors incorporé dans l'Empire romain. Une voie romaine conduisait vers la métropole commerciale d'Aquilée sur la mer Adriatique via la cité de Flavia Solva. Un autre chemin conduit à une déviation vers les camps sur le limes du Danube au nord-est. L'existence d'un vicus, situé sur la rive de la Mur à l'embouchure de la Mürz, est confirmée par différentes découvertes archéologiques. Il s'agit probablement d'un poste sur le cursus publicus, mentionné dans la Géographie de Ptolémée sous le nom de Poidikon. Des soldats de la Legio X Gemina à Vindobona y ont été envoyés en mission pour assurer la sécurité et le contrôle des mouvements de trafic. Sous Dioclétien, la province romaine de Norique est divisée, à la suite de quoi le lieu se trouvait en Norique ripense. 
Après l'époque des grandes invasions et le déclin de l’Empire romain d’Occident, des peuples slaves entrèrent dans les Alpes orientales et fondérent la principauté de Carantanie vers la seconde moitié du VIIe siècle. Liée à la Bavière, dont elle devint un pays vassal, elle passe, en tant que marche orientale, sous la suprématie l’Empire carolingien lors de la destitution du duc Tassilon III par Charlemagne en 788. 

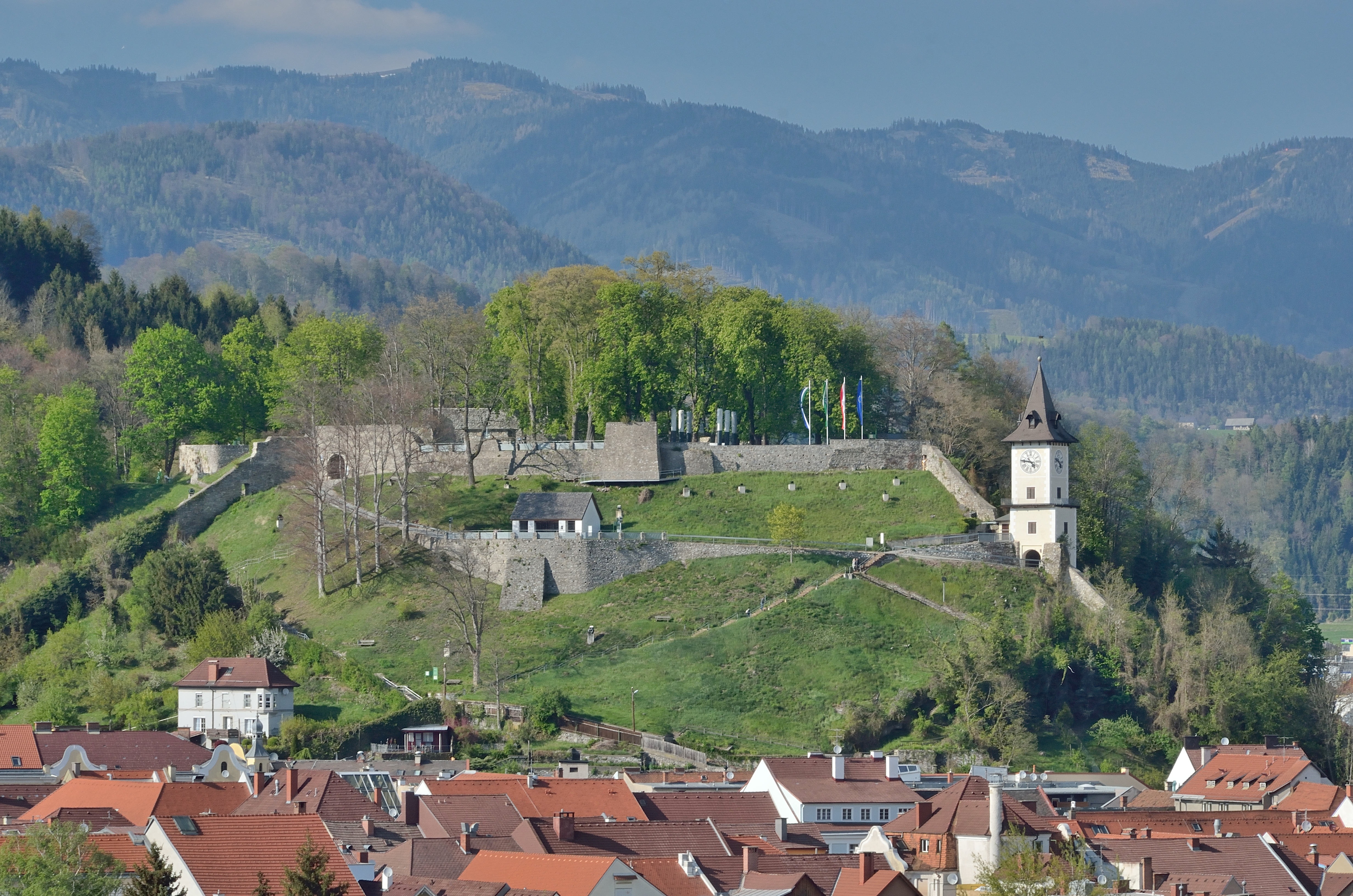
Ruines de la forteresse de Landskron.

Le manoir ad pruccam, en possession des archevêques de Salzbourg, fut mentionné pour la première fois dans un acte du 20 novembre 860, sous le règne de Louis le Germanique, roi de Francie orientale. La colonie de muorica kimundi (« bouche de la Mürz »), située plus à l'est, a été remise à Berthold de Bavière, frère cadet du duc Arnulf Ier en 927. L'empereur Otton II reconnaissait les droits patrimoniaux de Salzbourg le 18 mai 982. Dès 1074, le domaine dans la marche de Styrie, sous le règne du margrave Ottokar Ier, était la possession de l'abbaye d'Admont.
La ville actuelle, dont le nom signifie "pont" en allemand, fut fondée en 1263 par le roi Ottokar II Premysl, régent du duché de Styrie après son victoire à la bataille de Kressenbrunn en 1260. L'oppidum de Brucke est mentionné dans un acte du 17 août 1263. Le privilège urbain a été confirmé par Rodolphe de Habsbourg, roi des Romains et duc de Styrie, en 1277. En 1292, les forces de son fils Albert Ier expulsèrent les mercenaires du duc Othon III de Bavière. On y trouve une église gothique du XVe siècle.

## Personnalités liées à la commune
- Ernest de Fer (1377-1424), duc de l'Autriche intérieure ;
- Erich Schmid (1896-1983), physicien, théoricien de la plasticité ;
- Edmund Hlawka (1916-2009), mathématicien ;
- Gerold Pankl (né en 1939), double vainqueur des 24 Heures du Nürburgring ;
- Christian Anders (né en 1945), chanteur de schlager ;
- Eva Rueber-Staier (née en 1951), actrice et mannequin ;
- Erwin Wurm (né en 1954), sculpteur et artiste ;
- Edith Hrovat (née en 1956), judokate ;
- Dietmar Feichtinger (né en 1961), architecte ;
- Jörg Leichtfried (né en 1967), député européen ;
- Gilbert Schaller (né en 1969), joueur de tennis ;
- Michael Fendre (né en 1974), chef d'orchestre ;
- Christoph Brandner (né en 1975), joueur de hockey sur glace ;
- Stephan Görgl (né en 1978), skieur alpin ;
- Elisabeth Görgl (née en 1981), skieuse alpine ;
- Robert Finster (né en 1984), acteur ;
- Robert Almer (né en 1984), footballeur.

## Jumelage
| Ville | Ville  | Pays | Pays      | Période     |
| ----- | ------ | ---- | --------- | ----------- |
|       | Hagen  |      | Allemagne | depuis 1974 |
|       | Liévin |      | France    | depuis 1999 |
|       | Veroli |      | Italie    | depuis 2005 |